# 比肯斯菲尔德
比更士菲（英語：Beaconsfield）是英格兰白金汉郡的一个集镇，人口11,000，鄰近M40公路。
该镇是英国最富有的城镇之一。
该镇在白金汉郡议会的代表是Anita Cranmer、黄精明（Jackson Ng）和Alison Wheelhouse议员。这三人也都是比肯斯菲尔德镇议会的现任议员。

## 友好城市
- 法國朗格勒

1. ↑  .   [2022-01-04]. （原始内容存档于2003-02-11）.
2. ↑  . 2021-06-10  [2022-01-04]. （原始内容存档于2020-06-25）.